# Aglossosia pallidior
Aglossosia pallidior är en fjärilsart som beskrevs av Sergius G. Kiriakoff 1954. Aglossosia pallidior ingår i släktet Aglossosia och familjen björnspinnare. Inga underarter finns listade i Catalogue of Life.